# ウィリアム・J・クリントン (空母)
ウィリアム・J・クリントン (USS William J. Clinton, CVN-82) は、アメリカ海軍で計画中の航空母艦（原子力空母）。
ジェラルド・R・フォード級航空母艦の5番艦。ニミッツ級4番艦「セオドア・ルーズベルト」(CVN-71)の後継として2036年に就役が予定されている。艦名は第42代アメリカ合衆国大統領ウィリアム・J・クリントンに因む。